# Палатишки манастир
Палатишкият манастир „Вси Светии“ (на гръцки: Ιερά Μονή Αγίων Πάντων) е манастир в Република Гърция, област Централна Македония. Манастирът е под управлението на Берската, Негушка и Камбанийска епархия.

## География
Манастирът е разположен южно от село Палатиция, недалече от Вергина.

## История
Времето на основаване на манастира не е известно. Ктиторският надпис от 1837 година гласи:
| „ | † IC XC NI KA † ἌΝΗΓΕΡΘΗ ΑὝΤΗ Ἡ ΠΕΡΙΟΧῊ, ΚΑῚ ΤᾺ ΠΈΝ ΤΕ ΚΕΛΛΙΑ, ἘΠῚ ἈΡΧΙΕ ΡΈΩSΤΟỸ ΠΑΝΙΕΡΩΤᾺΤΟΥ ἉΓιου ΒΕ̉ΡῬΟΊας ΚΥΡΊΟΥ ΔΙΟΝUΣΊου Κ(ΑῚ) ἩΓουΜΈΝουΤΟỸ ΕỦλΑ ΒΕΣΤΆΤΟΥ ἘΝ ἹΕΡΟΜΟΝΑΧου ΚUΡΊΟΥ ΔΙΟΝUΣΊΟΥ, ΤΟỸ ἘΚ ΚΏΜΗΣ ΓΙΑΝΝΟΥΤΆ ἘΞ ἘΛΑΣ ΣΩ˜ΝΟS·1837 · ΜΑΡΤΊΟΥ · 9 | “ |

В 1878 година, по време на Гръцкото въстание в Македония, в него потърсват убежище много от жителите на въстаналите райони, които обаче са избити от османците, като на 15 март 1878 година много жени се хвърлят с децата си от височината Галактеро. По време на Втората световна война манастирът е опожарен. Оцелява единствено католиконът. По-късно е възстановен.
В 1940 година манастирът фигурира в преброяването с 8 жители.
В 1969 година католиконът на манастира е обявен за паметник на културата.